# Rudolf Steiner (filozof)
Rudolf Steiner (ur. 27 lutego 1861 w Kraljevacu, zm. 30 marca 1925 w Dornach) – austriacki polihistor: okultysta, filozof, mistyk, ezoteryk, badacz spuścizny Goethego, jasnowidz, twórca antropozofii.
Steiner zyskał początkowy rozgłos jako krytyk literacki i filozof kultury. Na początku XX wieku założył ruch duchowy, antropozofię, jako ezoteryczną filozofię wyrastającą z europejskiego transcendentalizmu i teozofii.

## Życiorys
- 1879 – studia na kierunkach biologia, chemia oraz fizyka w Wyższej Szkole Technicznej w Wiedniu

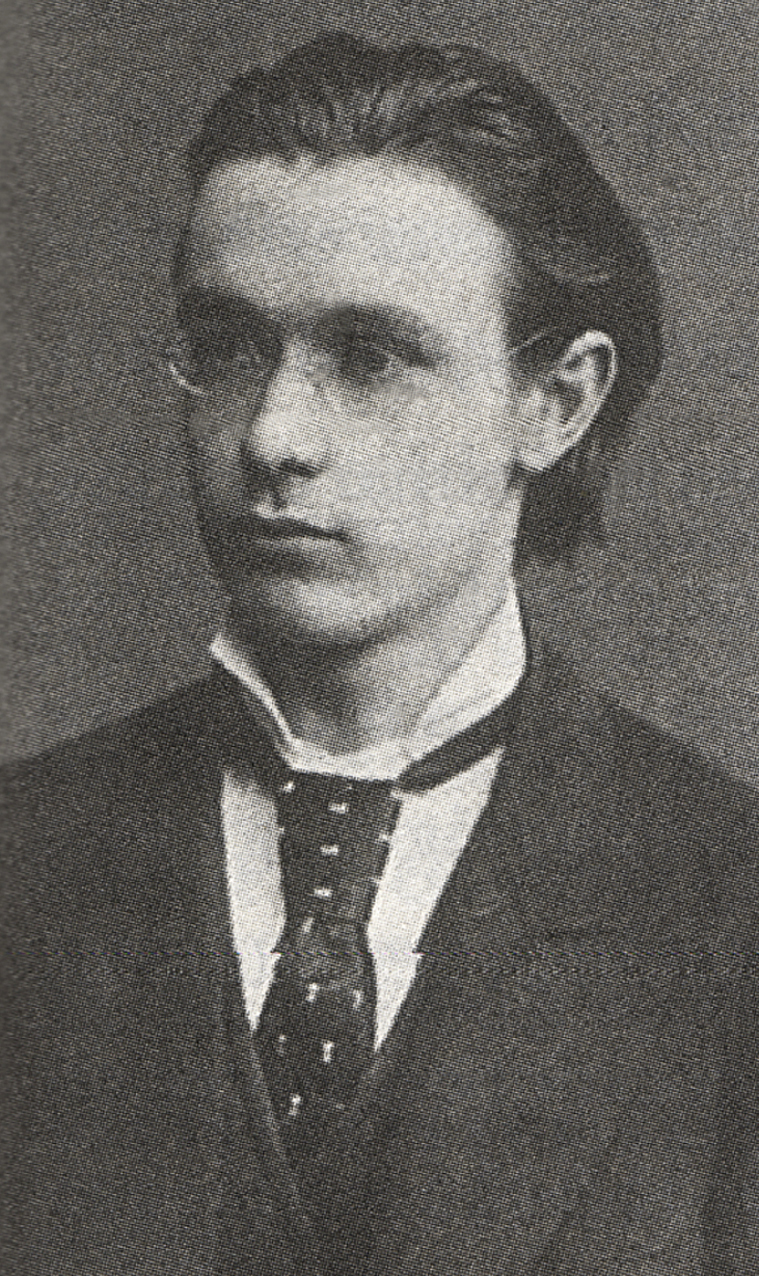
Rudolf Steiner (1882)

- 1883 – udział w pracach literaturoznawczych o twórczości Goethego
- 1892 – na uniwersytecie w Rostocku otrzymał tytuł doktora filozofii
- 1897 – zamieszkał w Berlinie
- 1902 – kierownictwo niemieckiej sekcji Towarzystwa Teozoficznego
- 1909 – w pracy Geheimwissenschaft R. Steiner wyłożył podstawy ideowe antropozofii
- 1913
  - powstało Towarzystwo Antropozoficzne
  - położenie kamienia węgielnego pod Goetheanum w Dornach
- 1919 – rozwijanie pedagogiki waldorfskiej i założenie pierwszej szkoły waldorfskiej w Stuttgarcie
- 1922 – w noc sylwestrową doszczętnie spłonęło Goetheanum
- 1924
  - położenie kamienia węgielnego pod nowe, większe Goetheanum w Dornach
  - kurs „Podstawy wiedzy duchowej dla powodzenia w rolnictwie”, poprowadzony przez Steinera w Kobierzycach koło Wrocławia

Rudolf Steiner wraz z żoną mieszkał w latach 1903–1923 w Berlin-Schöneberg, przy Motzstraße 30, gdzie znajduje się tablica pamiątkowa. W Stuttgarcie znajduje się „Rudolf-Steiner-Haus” (Dom Rudolfa Steinera).

## Poglądy
Według Rudolfa Steinera człowiek powstaje w momencie wtajemniczenia, osiągnięcia poznania tego, co astralne. Dopóki doświadczenie nie wykracza poza sferę zjawisk fizycznych, byt ludzki jest niemożliwy. Stąd zasadniczym postulatem epistemologicznym i etycznym antropozofii jest właśnie uczynienie się adeptem wiedzy tajemnej. Dopiero wówczas możliwe jest odpowiednie poznanie, a wraz z nim odpowiednie działanie.
Trudno jednak wykazać zasadność takiego stanowiska w kategoriach naukowych; jest to raczej kwestia unikalnych założeń, doktryn wiary.
Istota rozumująca może zrealizować swoje przeznaczenie stania się czysto ludzką za sprawą swojej wewnętrznej władzy – myślenia. Myślenie to jedyna metoda antropozofii, narzędzie i kierunek ewolucji jednostki społecznej. Indywidualizujące się myślenie, wzrost jego napięcia i natężenia, jego charakter kontemplacyjny i obiektywizujący, manifestujący się przez zaangażowanie w myśleniu prowadzi do wtajemniczenia, do zrealizowania jakości ludzkiej.
By jednak zgodzić się z tą częścią teorii Steinera potrzebujemy przyjąć a prori to, że sam osiągnął coś tą drogą.
Gdy zaczynamy myśleć w sposób odpowiadający „wiecznej prawdzie” i „wiecznemu pięknu” (terminy używane przez Steinera), dochodzi do pogrążania się w poznaniu tajemnym. Wieczna prawda i wieczne piękno są istotą każdej prawdy i każdego piękna, przez co magnetycznie oddziałują poprzez każdą prawdę i każde piękno. Steiner dużo miejsca poświęcał rozwojowi nauk i sztuk. Jednakże nie na tym kończy się antropozofia. Prawdziwy sukces polega na eksploracji „światów wyższych”, poznanie odpowiedzi na pytania „skąd przychodzę?”, „czym jestem?”, „dokąd zmierzam?”. Dopiero tym, którzy osiągnęli tę wiedzę antropozofia daje prawo nazywać się ludźmi. Tutaj Steiner wymienia kilka członów osobowości ludzkiej więcej, niż uczeni i artyści: ciało eteryczne, ciało astralne, jaźń czuciowa, jaźń myśląca oraz jaźń świadoma. Dopiero poznanie całego procesu powstawania osobowości, trwania i zanikania czyni z jednostki społecznej jednostkę ludzką.
- Ciało eteryczne: sobowtór energetyczny, „duch” ciała fizycznego, narzędzie życiowe sfery fizycznej, bez której powłoka fizyczna uległaby rozpadowi.
- Ciało astralne: narzędzie egzystencji tuż po śmierci fizycznej. Ten, kto poznaje swoje ciało astralne osiąga kontakt ze zmarłymi, żyjącymi w astralnym świecie.
- Jaźń czuciowa, jaźń myśląca i jaźń świadoma: narzędzia, które przeżywają śmierć ciała astralnego, i pozwalają na świadome istnienie w „świecie duchów”, jak go nazywa Steiner.
- Reinkarnacja: prawo cyklicznego tworzenia nowych ciał: astralnego, eterycznego i fizycznego oraz zstępowania w nie jaźni na czas egzystencji aż do momentu oświecenia, gdy reinkarnacja nie jest potrzebna.

Pomimo wielu możliwości przeżyć w różnych światach ostateczną dyscypliną antropozofii jest duchowość. W duchowości człowiek przeżywa to, co wieczne, doświadcza boskości, która raz na zawsze zbawia go i wyzwala. Jest to przeżycie Wyższego Ja, które kładzie kres egoizmowi. W chwili tego przeżycia człowiek staje się jak Chrystus, a właściwie jednostka społeczna staje się jednostką ludzką. Życie duchowe jest wewnętrznym aspektem wtajemniczenia; tak, jak na zewnętrznych poziomach człowiek przechodzi proces wtajemniczenia w światy coraz bardziej duchowe, wewnątrz osiąga stan czysto duchowy. Dlatego też ewolucja ludzka to raczej rozwój duchowy, niż materialny, a natura zmian antropozoficznych jest duchowa, nie-cielesna. Oczywiście, że zmiany w światach subtelnych, leżących bliżej istoty rzeczywistości, wpłyną na świat niższy, i vice versa (tak rozwija się świat, na zasadzie wibracji), to jednak nie materia, a duch stanowi istotę każdego Ja. Cała nadzieja pozytywnych zmian w świecie leży w uduchawianiu się człowieka. Lecz uczeń wiedzy tajemnej musi zdawać sobie sprawę już na początku drogi o swojej duchowej tożsamości i z tego, że powraca do ojczyzny ducha.
Według angielskiego psychiatry Anthony’ego Storra Steiner był człowiekiem o wzniosłych ideałach i dużej inteligencji, stał się źródłem inspiracji dla wielu osób. Jednak jego wizja wszechświata i historia kosmosu, zaprzeczająca odkryciom współczesnej fizyki, nie była poparta żadnymi dowodami. Przypominała raczej fikcję naukową. Był przekonany, że jego własne siły „percepcji duchowej” ujawniają prawdy o wszechświecie niedostępne nauce. Jego niezachwiana pewność, że „wie” – charakterystyczna dla guru – zjednywała mu uczniów i czyniła możliwym przyjęcie nauk antrpozofii jako filozofii życia. Chociaż system wierzeń Steinera jest niewiarygodny, to jego osiągnięcia w sferze czysto ludzkiej są znaczące i trwałe.

## Dzieła

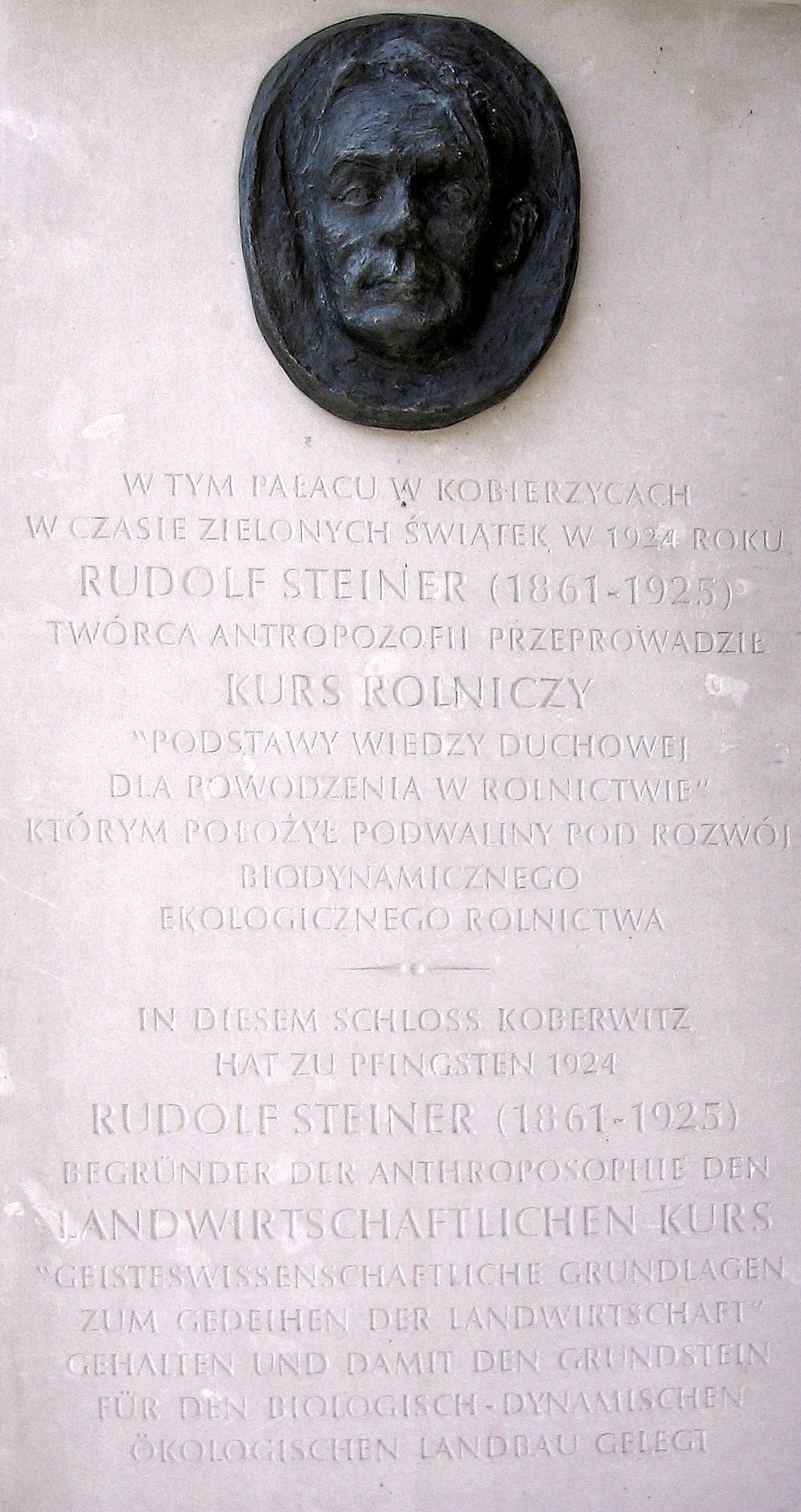
tablica pamiątkowa wmurowana w ścianę pałacu w Kobierzycach w 75. rocznicę prowadzonego tu przez Steinera w 1924 kursu upraw biodynamicznych

Rudolf Steiner oprócz 20 książek opublikował liczne artykuły i inne pisma, wygłosił tysiące wykładów w kraju i zagranicą. Ważniejsze jego prace to:
1. Wahrheit und Wissenschaft, 1892
2. Philosophie der Freiheit, 1894
3. Rätsel der Philosophie, 1900
4. Das Christentum als mystische Tatsache, 1902
5. Jak osiągnąć poznanie wyższych światów? (niem. Wie erlangt man Erkenntnisse der höheren Welten), 1904–1905[5]
6. Theosophie, 1904
7. Die Geheimwissenschaft, 1909 (zawiera zasady antropozofii)
8. Das Johannesevangelium, 1909
9. Vier Mysteriendramen, 1910-1913
10. Wendepunkte des Geistelebens, 1911
11. Wege zu einem neuen Baustil, 1914
12. Vom Menschenrätsel, 1916
13. Von Seelenrätseln, 1917
14. Aufruf an das Deutsche Volk, 1919
15. Die Kernpunkte der sozialen Frage, 1919
16. Allgemeine Menschenkunde als Grundlage der Pädagogik, 1919
17. Geisteswissenschaft und Medizin, 1920
18. Westliche und östliche Weltgegensätzlichkeit, 1922
19. Über das Wesen der Bienen, 1923
20. Mein Lebensgang, 1924
21. Eurythmie als sichtbare Sprache, 1924
22. Das Initiatenbewußtsein, 1924

## Wpływ
Franz Kafka poznał osobiście Steinera po jego odczycie w Pradze, pod jego wpływem został wegetarianinem. Steiner był także inspiracją dla rapera XXXTentaciona.

## Tłumaczenia na polski
1. Jadwiga Siedlecka
2. Tadeusz Witkowski
3. Jerzy Prokopiuk
4. Robert Reszke
5. Michał Waśniewski
6. Tomasz Mazurkiewicz
7. Jan Rundbaken

Wizyty w klinikach antropozoficznych im. Ity Wegman w Niemczech, oraz nauki Steinera o medycynie antropozoficznej opisuje Lucyna Winnicka w książce Podróż dookoła świętej krowy.